# Marstonia lustrica
Marstonia lustrica is een slakkensoort uit de familie van de Hydrobiidae. De wetenschappelijke naam van de soort werd in 1890 voor het eerst geldig gepubliceerd door Henry Augustus Pilsbry.